# Murena wstążkowa
Murena wstążkowa (Rhinomuraena quaesita) – gatunek ryby węgorzokształtnej z rodziny murenowatych (Muraenidae), jedyny przedstawiciel rodzaju  Rhinomuraena. Spotykana w hodowlach akwariowych.

## Występowanie
Ocean Indyjski od wschodnich wybrzeży Afryki przez Indonezję i zachodnią część Oceanu Spokojnego do południowej Japonii. Przebywa w lagunach oraz w okolicach raf na głębokościach od 1 do około 60 m.

## Budowa

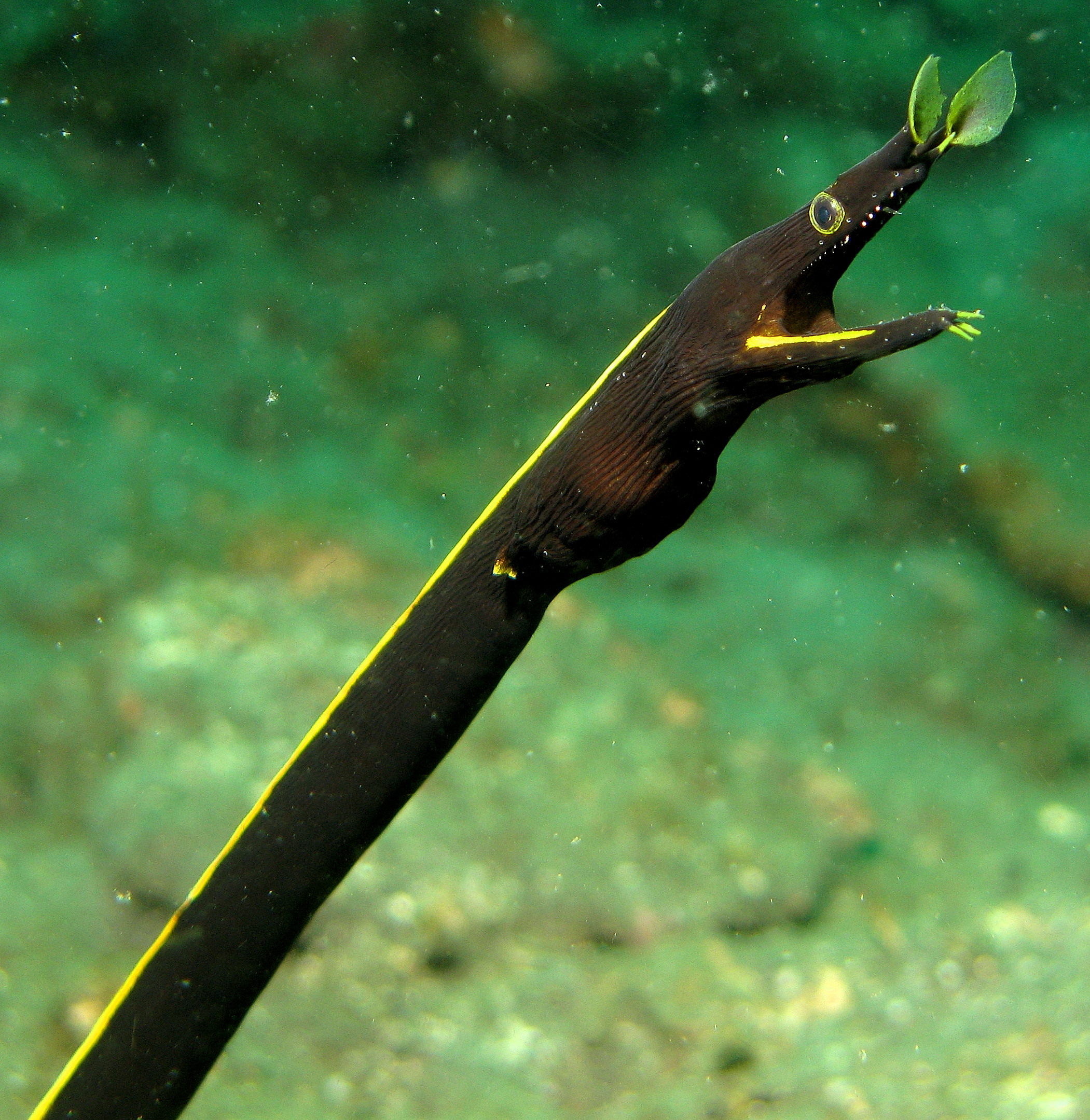
Młody osobnik

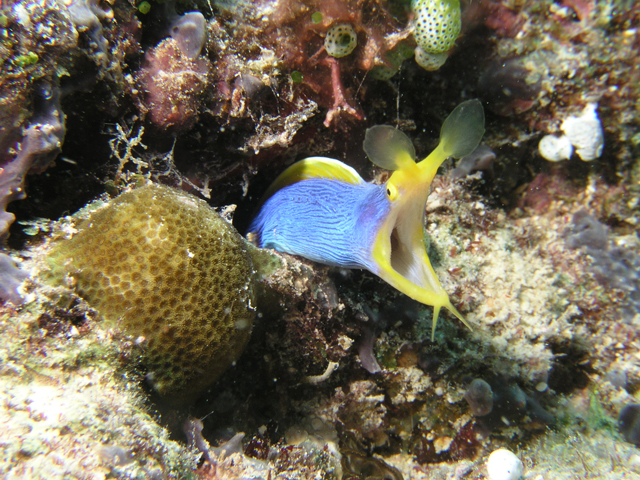
Samiec

Ciało bardzo silnie wydłużone, cienkie, z wysoką, żółto ubarwioną płetwą grzbietową. Ciało młodych osobników jest czarne, dorosłych samców niebieskie, dorosłe samice są prawie całe żółte, jedynie ich płetwa ogonowa jest czarna. Młode mureny wstążkowej były wcześniej traktowane jako przedstawiciele odrębnego gatunku Rhinomuraena ambonensis. Otwór gębowy jest żółto obrzeżony. Charakterystyczną cechą umożliwiającą identyfikację są silnie rozwinięte przydatki otworów nosowych oraz małe wąsiki u dołu pyska. Największe osobniki osiągają do 130 cm długości.

## Biologia i ekologia
Murena wstążkowa żeruje nocą żywiąc się małymi rybami. W ciągu dnia zagrzebuje się w piaszczystym lub mulistym dnie, zwykle w pobliżu raf koralowych, czasami kryje się w szczelinach skalnych.
Murena wstążkowa jest hermafrodytą, samce stają się samicami. Zmienia się przy tym ich ubarwienie.